# پلاژانه
پلاژانه (صربی: Plažane}} یک منطقهٔ مسکونی در صربستان است که در Despotovac واقع شده‌است.